# Cayo Fulvio Flaco
Cayo o Gayo Fulvio Flaco  fue un político y militar romano del siglo II a. C.

## Carrera pública
Fue cónsul en el año 134 a. C. con Publio Cornelio Escipión Emiliano. Hizo la guerra contra los esclavos sublevados dirigidos por Eunoo en Sicilia, junto con su colega en el consulado, aunque al parecer con poco éxito.